# Большесибинское (сельское поселение)
Большесибинское — упразднённое муниципальное образование со статусом сельского поселения в Можгинском районе Удмуртии Российской Федерации.
Административный центр — деревня Большие Сибы.

## История
Статус и границы сельского поселения установлены Законом Удмуртской Республики от 13 июля 2005 года № 41-РЗ «Об установлении границ муниципальных образований и наделении соответствующим статусом муниципальных образований на территории Можгинского района Удмуртской Республики».
Законом Удмуртской Республики от 8 апреля 2016 года № 20-РЗ, были преобразованы, путём их объединения, муниципальные образования Александровское, Большесибинское, Можгинское, Старокаксинское в новое МО Можгинское с административным центром в селе Можга.

## Население
| 2008 | 2010 | 2012 | 2013 | 2014 | 2015 | 2016 |
| ---- | ---- | ---- | ---- | ---- | ---- | ---- |
| 851  | ↘734 | ↘718 | ↘697 | ↘671 | ↘655 | ↘634 |

## Состав сельского поселения
| № | Населённый пункт | Тип населённого пункта          | Население |
| - | ---------------- | ------------------------------- | --------- |
| 1 | Большие Сибы     | деревня, административный центр | ↘578      |
| 2 | Малые Сибы       | деревня                         | ↗7        |
| 3 | Почешур          | деревня                         | ↘133      |